# 16765 Agnesi
16765 Agnesi (1996 UA) là một tiểu hành tinh vành đai chính được phát hiện ngày 16 tháng 10 năm 1996 bởi P. G. Comba ở Prescott.